# Gobierno de Pedro Nel Ospina
El Gobierno de Pedro Nel Ospina, se dio entre el 7 de agosto de 1922 y el 7 de agosto de 1926 en Colombia. Fue un gobierno parte de la Hegemonía conservadora entre 1886 y 1930.

## Llegada al Poder

Caricatura de Ricardo Rendón representando a Jorge Holguín (platillos), Arroyo (tuba), Archila (clarinete) y Marco Fidel Suárez (director), en alusión al favorecimiento de Ospina en las presidenciales de 1922.

Fue elegido como presidente el 12 de febrero de 1922, frente al candidato del Partido Liberal el General Benjamín Herrera, por 413.699 votos frente a los 256.231 de Herrera. Benjamín Herrera gana las elecciones presidenciales en Bogotá por casi el triple de votos, pero Pedro Nel Ospina, gana en el resto del país. Estas elecciones estuvieron marcadas por acusaciones de fraude por parte de los conservadores en las zonas rurales. Como consecuencia ante las dudas sobre la legitimidad del resultado, los liberales se abstuvieron de participar en la contienda de 1926.

## Gabinete Ministerial
Su gabinete era producto de una colaboración con los disidentes del partido liberal, dirigidos por Alfonso López Pumarejo; y el sector unificado dentro del conservatismo.
| Ministerio                                   | Imagen                                     | Nombre                                      | Partido             | Inicio              | Final               | Referencias |
| -------------------------------------------- | ------------------------------------------ | ------------------------------------------- | ------------------- | ------------------- | ------------------- | ----------- |
| Ministro de Gobierno                         |                                            | Miguel Jiménez López                        | Partido Conservador | 7 de agosto de 1922 | 1923                |             |
| Ministro de Gobierno                         |                                            | José Ulises Osorio                          | Partido Conservador | 1923                | 1924                |             |
| Ministro de Gobierno                         |                                            | Miguel Abadía Méndez                        | Partido Conservador | 1924                | 1925                |             |
| Ministro de Gobierno                         |                                            | Ramón Rodríguez Diago                       | Partido Conservador | 1925                | 1926                |             |
| Ministro de Relaciones Exteriores            |                                            | Carlos Adolfo Urueta                        | Partido Liberal     | 7 de agosto de 1922 | 1922                |             |
| Ministro de Relaciones Exteriores            |                                            | Jorge Vélez                                 |                     | 1922                | 1925                |             |
| Ministro de Relaciones Exteriores            |                                            | Eduardo Restrepo Sáenz                      |                     | 1925                | 7 de agosto de 1926 |             |
| Ministro de Hacienda                         |                                            | Félix Salazar Jaramillo                     | Partido Conservador | 7 de agosto de 1922 | 1923                |             |
| Ministro de Hacienda                         | Fusionado con el Ministerio del Tesoro     |                                             |                     |                     |                     |             |
| Ministro del Tesoro                          |                                            | Benjamín Herrera                            | Partido Liberal     | 7 de agosto de 1922 | 1922                |             |
| Ministro del Tesoro                          |                                            | Gabriel Posada Villa                        |                     | 1922                | 1923                |             |
| Ministro del Tesoro                          | Fusionado con el Ministerio de Hacienda    |                                             |                     |                     |                     |             |
| Ministro de Hacienda y Crédito Público       |                                            | Aristóbulo Archila                          | Partido Conservador | 1923                | 1924                |             |
| Ministro de Hacienda y Crédito Público       |                                            | Jesús María Marulanda                       | Partido Conservador | 1924                | 7 de agosto de 1926 |             |
| Ministro de Guerra                           |                                            | Carlos Vélez Danies                         |                     | 7 de agosto de 1922 | 1922                |             |
| Ministro de Guerra                           |                                            | José Ulises Osorio                          |                     | 1922                | 1923                |             |
| Ministro de Guerra                           | General Alfonso Jaramillo (1923-1924)      |                                             |                     |                     |                     |             |
| Ministro de Guerra                           | General Carlos Jaramillo Isaza (1924-1925) |                                             |                     |                     |                     |             |
| Ministro de Guerra                           |                                            | Francisco Sorzano (1925-1926)               |                     |                     | 7 de agosto de 1926 |             |
| Ministro de Agricultura y Comercio           |                                            | Antonio Paredes (1922-1926)                 |                     | 7 de agosto de 1922 | 7 de agosto de 1926 |             |
| Ministro de Industrias                       |                                            | General Diógenes A. Reyes (1924-1925)       |                     | 7 de agosto de 1922 |                     |             |
| Ministro de Industrias                       |                                            | Carlos Bravo (1925-1926)                    |                     |                     | 7 de agosto de 1926 |             |
| Ministro de Instrucción y Salubridad Pública |                                            | Emilio Ferrero (1922)                       |                     | 7 de agosto de 1922 |                     |             |
| Ministro de Instrucción y Salubridad Pública | Alberto Portocarrero (1922-1923)           |                                             |                     |                     |                     |             |
| Ministro de Instrucción y Salubridad Pública |                                            | Miguel Arroyo Diez (1923-1924)              | Partido Conservador |                     |                     |             |
| Ministro de Instrucción y Salubridad Pública | Leandro Medina (1924)                      |                                             |                     |                     |                     |             |
| Ministro de Instrucción y Salubridad Pública | Juan Nepomuceno Corpas (1924-1925)         |                                             |                     |                     |                     |             |
| Ministro de Instrucción y Salubridad Pública |                                            | José Ignacio Vernaza (1925-1926)            |                     |                     | 7 de agosto de 1926 |             |
| Ministro de Obras Públicas                   |                                            | Alejandro López Restrepo (1922)             | Partido Liberal     | 7 de agosto de 1922 |                     |             |
| Ministro de Obras Públicas                   | Germán Uribe Hoyos (1922)                  |                                             | Partido Liberal     |                     |                     |             |
| Ministro de Obras Públicas                   |                                            | Aquilino Villegas (1922-1925)               | Partido Conservador |                     |                     |             |
| Ministro de Obras Públicas                   |                                            | Laureano Gómez (1925-1926)                  | Partido Conservador |                     | 7 de agosto de 1926 |             |
| Ministro de Correos y Telégrafos             |                                            | General Manuel Maria Valdivieso (1924-1925) |                     |                     |                     |             |
| Ministro de Correos y Telégrafos             | Francisco Carbonell González (1925-1926)   |                                             |                     |                     |                     |             |
| Ministro de Correos y Telégrafos             |                                            | 7 de agosto de 1926                         |                     |                     |                     |             |

## Política Interna
Fue el primer presidente de Colombia en hacer giras y el primero en usar el avión en funciones oficiales en un vuelo entre Puerto Berrio (Antioquia) y Girardot (Cundinamarca).

### Segunda Misión pedagógica alemana
La segunda misión pedagógica alemana llegó a Colombia en 1924.Compuesta por los expertos Antón Etiel, Carl Deckers y Carl Glockner. La misión buscaba reformar la educación en sus niveles de primaria, secundaria, universitaria, y al sector de los maestros con mejoramiento en sus ingresos y tecnificación. Pese a éstas reformas, el Congreso colombiano no apoyo la misión, dado que éstas reformas implicaban quitarle al clero católico la influencia sobre la educación. Sin embargo la misión tendría éxito en algunas de sus propuestas en los gobiernos posteriores.

### Obras públicas
Durante este gobierno se inicio en 1923 la adecuación  del Canal del Dique, la construcción del Muelle de Buenaventura (Valle del Cauca), a la apertura de Bocas de Ceniza en el río Magdalena y al oleoducto entre Barrancabermeja y Cartagena, que se inauguró el 1 de junio de 1926 por la compañía The Andian Nacional Corporation .El 12 de abril de 1923, inauguró la estación inalámbrica internacional de Morato en Engativá (Cundinamarca).
Con el dinero de la indemnización estadounidense, Ospina mejoró y amplió las vías de comunicación en el país, gracias a la gestión de sus ministros Laureano Gómez y Aquilino Villegas.Dio también inicio a la ampliación de los ferrocarriles del país, que pasaron de 900 a 1.500 km, vías que beneficiaron el comercio del café. Se extendió el Ferrocarril del Pacífico. También favoreció a la aviación civil con la consolidación de la Sociedad Colombo-Alemana de Transportes Aéreos (SCADTA), considerada la primera aerolínea colombiana, y dio impulso al correo aéreo.

### Misión militar suiza
El 31  de  agosto  de  1924, llegó a Colombia una misión militar suiza solicitada por el gobierno colombiano, de la  cual hacían parte el coronel Hans Juchler, el mayor Hans von Werdt y el mayor Paul Gautier, se sumaron el capitán Henri Pillichody para formar pilotos militares y el experto administrativo Plinio Pessina. La misión propuso reformas al Ejército Nacional que no fueron aprobadas, la ampliación del número de hombres, la modernización del armamento, y a la instrucción militar en la Escuela Militar.

## Orden Público

### Bandolerismo
En julio de 1923, se desató en Bogotá una ola de violencia civil conocida como bandolerismo; los problemas se originaron a raíz del desempleo y fueron incentivados por el Partido Liberal. El 5 de febrero de 1924, los liberales se enfrentaron de nuevo contra el gobierno de Ospina, por el asesinato del dirigente liberal Justo Durán; los liberales detonaron una bomba en las inmediaciones del Colegio San Bartolomé, cerca al palacio presidencial, y los líderes partidistas llaman a la calma; por su parte el presidente prometió solucionar el crimen, lo que nunca sucedió.
Luego, el 29 de abril de 1924, se detona una bomba en una vivienda particular que generó zozobra en la ciudad. En 1925 el obispo de Cúcuta instó a los conservadores a destruir a pedradas las instalaciones del periódico liberal La Mañana, lo que acrecentó el odio entre estos dos movimientos. Ospina tuvo que lidiar igualmente con divisiones al interior de su partido, siendo boicoteado por los seguidores de Alfredo Vásquez Cobo y el candidato oficialista Miguel Abadía Méndez, su antiguo ministro de gobierno; Ospina denunció una conspiración en su contra el 18 de abril de 1925 y otra en diciembre del mismo año.

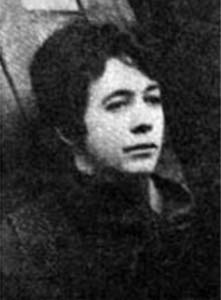
María Cano

### Movimientos sociales
Además de los problemas en la capital, un grupo de indígenas Misak se sublevaron contra el gobierno central, dirigidos por el terrateniente y líder indígena Manuel Quintín Lame, quien fue cabeza de la defensa de los derechos territoriales de los indígenas del Cauca; al mismo tiempo se sublevan contra el gobierno los indígenas arhuacos de la Guajira, quienes presentaron una carta a la presidencia donde denunciaron las condiciones de vida de los indígenas de la región. Estos dos movimientos iniciaron la lucha por la defensa de los derechos nativos en Colombia.
La lucha obrera en Colombia inició en los años 20, la activista María Cano, quien en 1924 fue proclamada como la Flor del Trabajo. En 1926, Cano junto a otros líderes socialistas creó el Partido Socialista Revolucionario, y fue la causante de dos huelgas de trabajadores en Barrancabermeja, entre otras manifestaciones y protestas. El gobierno de Ospina fracasó en intentar frenarla.
Otro movimiento social que se empezó a gestar en estos años fue el movimiento campesino con Erasmo Valencia en Sumapaz.

### Desastres Naturales
Entre diciembre de 1923 y enero de 1924, el país fue sacudido por una serie de terremotos de baja intensidad en Nariño, que generó destrozos en las poblaciones de Carlosama, Túndame y Aldama. Los destrozos afortunadamente no dejaron víctimas. Sin embargo hubo varias inundaciones a lo largo del país por esos años, incluyendo un huracán en la zona bananera que dejó pérdidas de 200.000 pesos de la época. El 4 de julio de 1925, Manizales fue devorada por un incendio. El 12 de enero de 1926 un incendio destruye Quibdó.

## Economía
Bajo el lema "Probidad y eficiencia" y con los recursos de la Indemnización por la Separación de Panamá, la bonanza cafetera y con los empréstitos exteriores el gobierno busco desarrollar la economía colombiana, Colombia iniciaría su industrialización y se vería afectada por la inflación y el aumento de su deuda externa.

### Indemnización por Panamá
Luego de la separación de Panamá de Colombia en 1903, y gracias a varios acuerdos diplomáticos posteriores como el Tratado Urrutia-Thompson (entre los cuales participó el propio Pedro Nel Ospina), Estados Unidos se comprometió con Colombia a pagarle 25 millones de dólares de la época en compensación por los sucesos de 1903. El presidente Calvin Coolidge fue el encargado de cumplir con la sanción por completo en 1926, en lo que se conoció como la Danza de los Millones, dado que la sanción se pagó a plazos desde 1923.

### Bonanza Cafetera
En la década de 1920 el café se consolido como el producto de exportación más importante en Colombia, para 1924, representaba casi el 80% de la exportaciones, se convocó al Primer Congreso Cafetero en 1920, que sería la antesala a la creación de la Federación Nacional de Cafeteros de Colombia en 1927. Las vías de comunicación iban a encaminadas a favorecer a la industria cafetera, además que la bonanza cafetera financió muchas de ellas.Las áreas productoras se fueron desplazando desde el oriente (Santander y Cundinamarca) hacia el centro (Antioquia, el viejo Caldas,Tolima,Cauca,y la Sierra Nevada). La expansión de áreas productoras beneficio al crecimiento económico del país.Ciudades como Armenia, Manizales y Pereira se desarrollaron gracias a la producción cafetera.

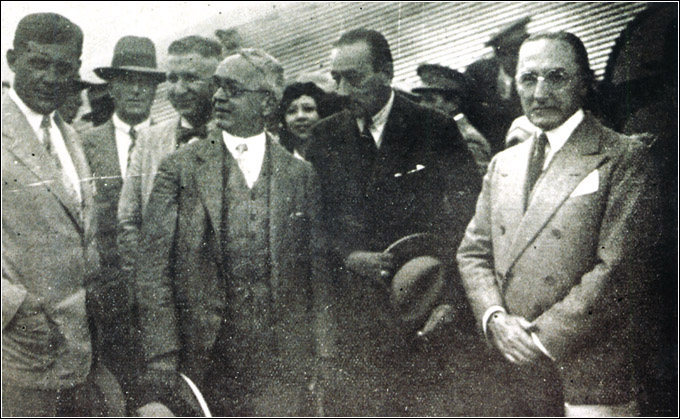
Miembros de la Misión Kemmerer

### Misión Kemmerer
El economista estadounidense Edwin Walter Kemmerer lidero un grupo de expertos contratados por el gobierno colombiano para el estudio de la economía colombiana y planteara reformas para el crecimiento de la misma, la misión llegó el  el 10 de marzo de 1923 por la gestión del embajador Enrique Olaya y recomendación del secretario de Estado estadounidense Frank Billings Kellogg. 
Luego de varias reuniones con empresarios y banqueros, la misión sugirió varias estrategias económicas que el gobierno convirtió en leyes de la república:
- Ley 25 de 1923, con la que se creó el primer banco nacional, el Banco de la República, en 1923. [41]El banco empezó a funcionar en las sedes del Banco López, que el gobierno adquirió de su propietario Pedro Aquilino López.[34]
- Ley 42 de 1923, con la que se creó la Contraloría General de la República.[42]
- Ley 45 de 1923, con la que se reglamentó la banca privada y se creó la Superintendencia Bancaria,[43]actual Superintendencia Financiera.[44]
- Ley 46 de 1923, con la que se reglamentaron los bonos y otros títulos valores susceptibles de negociación.[45]
- Ley 20 de 1924, con la que se gravó a las estampillas y el papel sellado.[46]
- Ley 34 de 1925, con la que se reglamentaron las disposiciones sobre las rentas de licores, tabaco y degüello.[47]
- Leyes 31 y 26 de 1926, con la que mejoró la recaudación nacional.

## Relaciones exteriores
El 9 de julio de 1924, el embajador Enrique Olaya Herrera se reunió con sus homólogos de Estados Unidos y Panamá, donde se reconoció oficialmente la independencia del país centroamericano y se establecieron relaciones diplomáticas entre Colombia y Panamá, y se fijaron límites territoriales. Sin embargo, por otra parte, Colombia y Ecuador entraron en conflictos a raíz de tratados limítrofes suscritos por Colombia.

## Sociedad

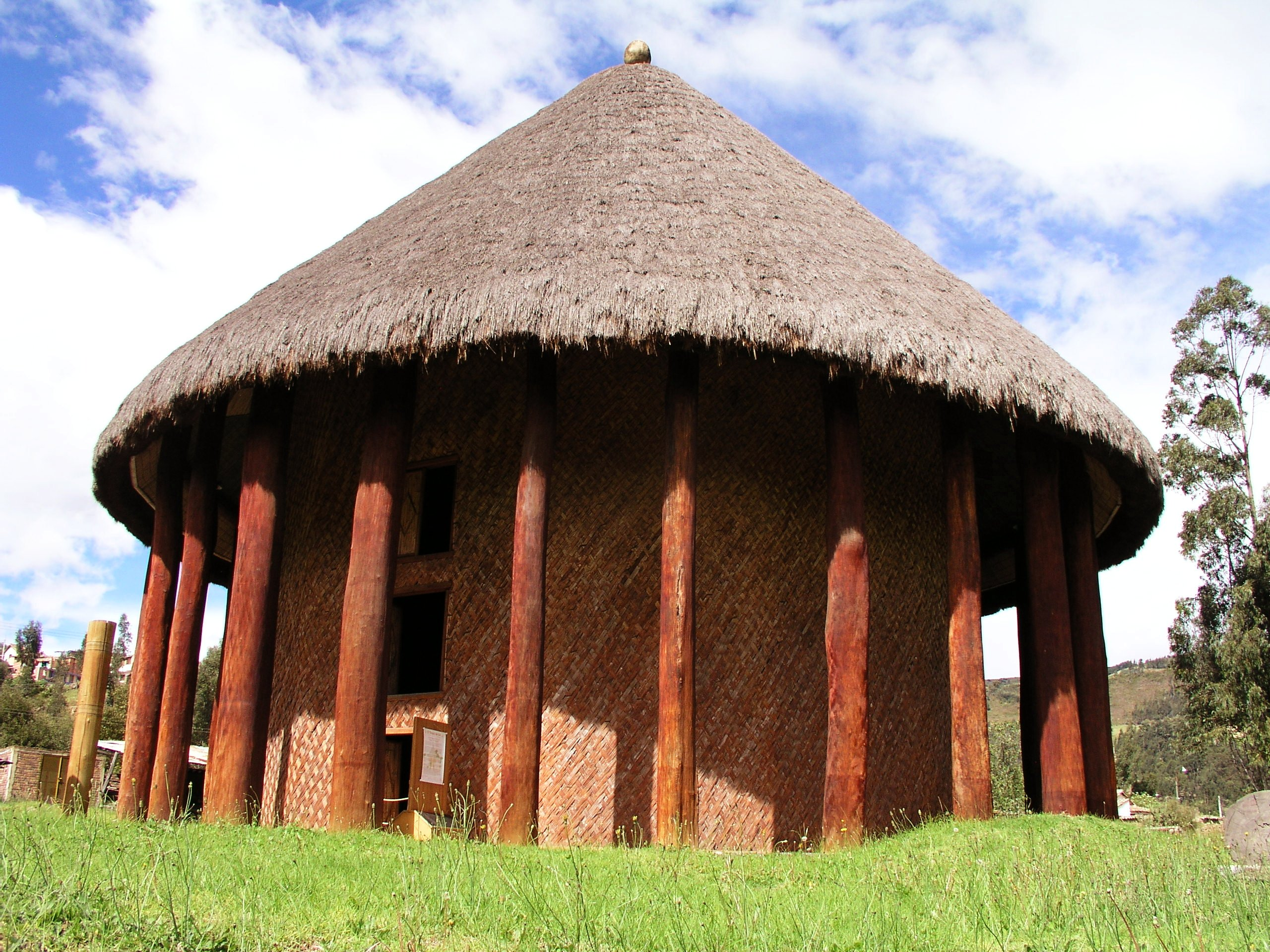
Templo del Sol de Sogamoso

Se reglamentó el ejercicio de la dentistería y el servicio de higiene pública; compró el Laboratorio Samper-Martínez, que no prosperó; inauguró el edificio para el Laboratorio Nacional de Higiene, dirigido por el doctor Pablo García Medina; y mejoró los lazaretos construyendo acueductos, carreteras, plantas físicas y aumentando las raciones para los enfermos.[cita requerida]
El 17 de marzo de 1924, un grupo de arqueólogos comisionados por el Ministerio de Instrucción Pública y dirigidos por el arqueólogo Gerardo Arrubla y el militar General Carlos Cuervo Márquez, fueron enviados a Sogamoso, en Boyacá, para apersonarse de una excavación que años después desveló el templo solar de los muiscas de la región, siendo un hito arqueológico de la época.
Mediante el decreto 748 de 1926 se hizo oficial al segundo domingo del mes de mayo como el día de las madres en todo el territorio nacional.

## Controversias

### Falsificación de Billetes
En septiembre de 1922, es descubierta en Alemania la falsificación de billetes colombianos. Apenas un mes después de su posesión, el 29 de septiembre de 1922, se descubrió una red de falsificación de billetes colombianos en Alemania, en la que estaban implicados personajes importantes del gobierno y la sociedad colombiana. Por otra parte, el 26 de octubre de 1922, el país quedó incomunicado por una falla en el servicio cablegráfico, por lo que ese día no hubo publicación de prensa.

### Escándalos de corrupción
El 25 de noviembre de 1924, la prensa colombiana reveló que la Contraloría General de la Nación (órgano creado unos meses antes por recomendación de la misión Kemmerer), descubrió la pérdida de 400.000 pesos de la época, al interior del Ministerio de Guerra. La investigación concluyó con que el desfalco se dio al interior del órgano castrense y que se estaba realizando desde 1921. Por el escándalo, Ospina destituyó a su ministro de Guerra, Artistóbulo Archila; al contralor Leandro Medina; y al tesorero nacional, Augusto Martínez.
Otro escándalo de corrupción que agitó su gobierno se dio el 17 de junio de 1925, cuando se descubrió que el ministro de industrias, Diógenes Reyes, vendió concesiones bananeras en Santa Marta a la empresa estadounidense United Fruit Company, lo cual dio origen a varios problemas sociales en la zona que luego desencadenaron la Masacre de las Bananeras, en 1929. El consejo de ministros denunció la acción fraudulenta y se opuso a la concesión. Otra concesión con la que tuvo problemas Ospina fue la Concesión Barco, a la que se le quitaron sus derechos de explotación en 1926.
Los liberales lo acusaron de ser un despilfarrador, dado que varias de las obras que construyó no eran aprovechables por las condiciones del país. Un ejemplo de ello fue el impulso que le dio a la aviación, en un país con malas vías de comunicación. Otra inversión fallida de su gobierno fue la compra del laboratorio de los Samper, el cual por no saber que hacer con él terminó quebrando. Incluso sus copartidarios lo criticaronː Roberto Urdaneta lo acusó de "amañar" los empréstitos para favorecer a personas cercanas a sus negocios.[cita requerida]